# Die Früchte der Leidenschaft
Die Früchte der Leidenschaft  (frz. Les Fruits de la Passion, jap. 上海異人娼館／チャイナ・ドール Shanghai Ijin Shōkan / China Doll, zu Deutsch sinngemäß „Ausländerbordell in Shanghai / Porzellanpuppe“) ist ein französisch-japanischer Erotikfilm des Regisseurs Shūji Terayama aus dem Jahr 1981. Die Koproduktion basiert auf Motiven des sadomasochistischen Romans Geschichte der O (bzw. deren Fortführung Rückkehr nach Roissy) von Dominique Aury und schildert die Geschichte einer weiblichen Unterwerfung. Klaus Kinski spielt in einer Hauptrolle mit. Der Film verlegt die Handlung in das Shanghai der 1920er Jahre und bedient sich zum Teil der Symbolsprache der Vorlage.

## Handlung
Die junge, submissive O wird von ihrem älteren Freund Sir Stephen dazu gebracht, als Beweis ihrer Liebe in einem Ausländerbordell, der Maison des fleurs in Shanghai zu arbeiten. Sie willigt ein und unterzeichnet einen Vertrag. Im Rahmen ihres dortigen Aufenthaltes stellt sie sich Fremden zur Verfügung, während sie von Sir Stephen dabei beobachtet wird. Nach und nach wird das Schicksal der übrigen Prostituierten erzählt; darunter etwa eine Frau, die sich wünscht, Schauspielerin zu sein und sich bei einem Rollenspiel schließlich das Leben nimmt. Auch Os Vergangenheit mit ihrem Vater wird angedeutet, der sich in einer Traumsequenz schließlich in Sir Stephen verwandelt.
Sir Stephen betreibt unterdessen ein Casino und hat selbst eine Affäre mit einer weiteren Französin. Gemeinsam zwingen sie O sogar, ihnen beim Geschlechtsverkehr zuzuschauen, während sie an einen Spiegel gefesselt ist. O erkrankt daraufhin an Fieber. Ein Kuli, der O von seiner Wohnung aus beobachten kann, verliebt sich in die Unbekannte und schließt sich einer Rebellion gegen die Europäer an, um das nötige Geld für einen Bordellbesuch zusammenzutreiben. Als er seiner Traumfrau schließlich begegnet, erwidert sie seine Zuneigung, was Sir Stephen vor Eifersucht in den Wahnsinn treibt. Am Ende des Films wird O während eines Tanzballs in Form des personifizierten Tods mitgeteilt, dass der Kuli von Sir Stephen ermordet wurde, bevor er sich selbst richtete. Sie sei nun von ihrem Vertrag befreit und könne gehen, wohin sie wolle, aber sie könne auch bleiben.
« Tu es libre. Tu peux aller où tu le désires. Mais si tu veux, tu peux rester, O. »

## Hintergründe
Klaus Kinski beschreibt den Dreh des Films in seiner Autobiographie Ich brauche Liebe. Gedreht wurde in den Shōchiku-Studios in Ofuna. Dem in weiten Teilen sehr surrealistisch umgesetzten Film war bei Publikum und Kritik kein Erfolg beschieden.
Ebenso wie Ōshimas kontroverser Film Im Reich der Sinne wurde Die Früchte der Leidenschaft in Frankreich durch Argos Films produziert. Grund war wohl auch hier die Umgehung der japanischen Zensur, da Geschlechtsorgane nicht gezeigt werden dürfen und daher in Japan in pornographischen Medien meist unscharf gemacht oder verpixelt werden.

## Kritiken
„‚Die Früchte der Leidenschaft’ ist deshalb sehenswert, weil er Bilder von unerklärlicher Schönheit, von faszinierendem Stil und surrealer Kraft erschafft. Und nicht weil uns die Charaktere berühren. Als Drama scheitert der Streifen, als Bilderorgie eines der ganz großen Symbolisten des Kinos dürfte es als Erfolg angesehen werden.“

„Das Schicksal der jungen Frau, die in der sklavischen Unterwerfung unter männliche Sexphantasien ihre Liebe zu verwirklichen versucht, ist auch diesmal kaum mehr als ein Aufhänger für geschmäcklerisch inszenierte Nacktszenen im Stil eines kommerziellen Softpornos – auch wenn hier der japanische Avantgardist Shūji Terayama für die Regie verantwortlich zeichnet.“

## Bühnenfassung
Im November 2012 wurde in Tokyo im Metropolitan Art Space eine Bühnenfassung durch das Project Nyx, an dem auch Aquirax Uno, der sehr häufig mit Terayama und dessen Truppe Tenjō Sajiki zusammenarbeitete (Bühnenbild, Posterdesigns usw.), beteiligt ist, aufgeführt. Im Juli 2009 fand bereits zuvor eine Aufführung des Stücks durch das Komaba Agora Theater statt. Es waren bei den Aufführungen jeweils nur Japaner beteiligt, im Gegensatz zum Film, in welchem die meisten Hauptrollen von Nichtjapanern verkörpert wurden.